# Manuel Insua Santos

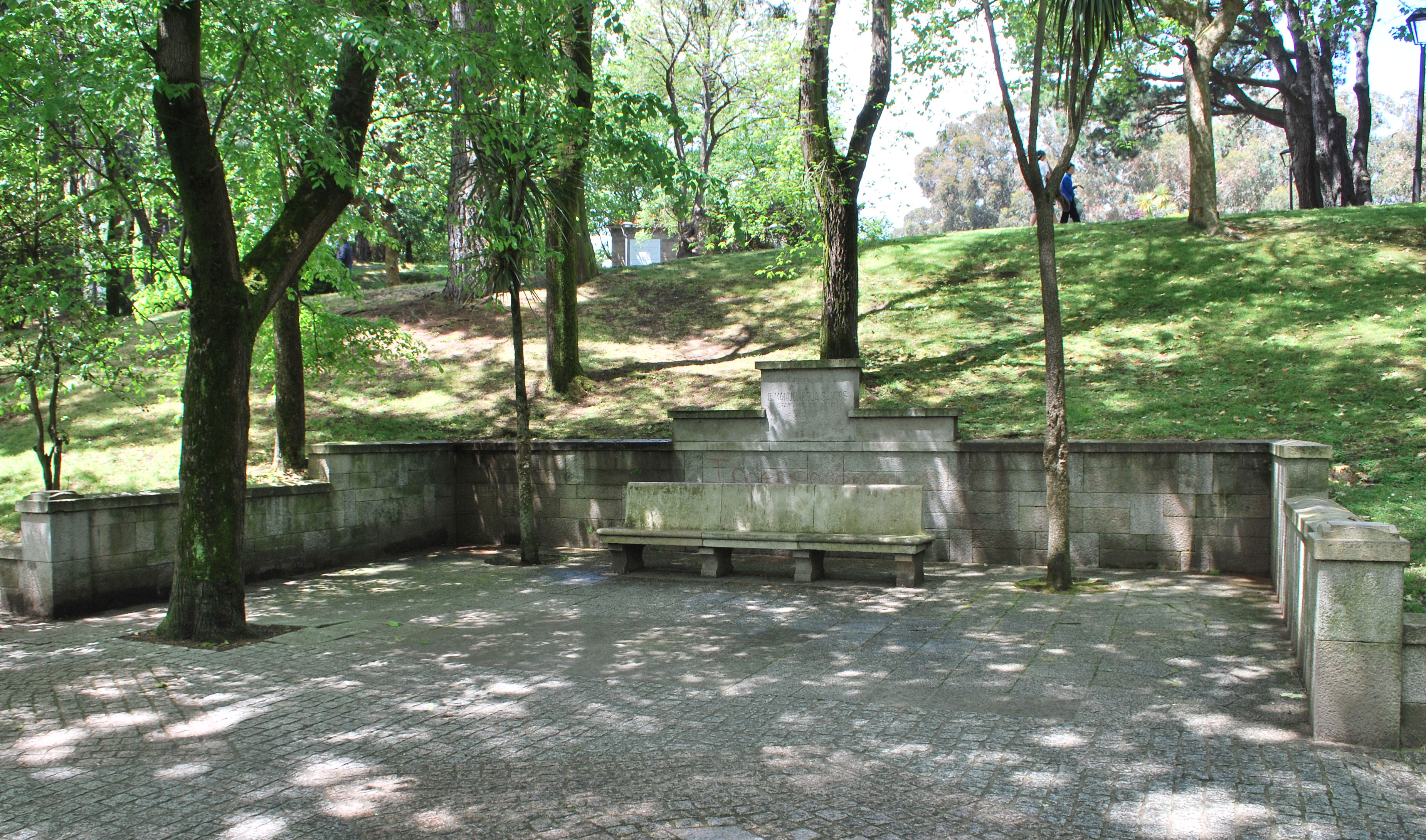
Homenatge a Manuel Insua Santos al parc de Santa Margarida, a la Corunya

Manuel Insua Santos (Viveiro, 10 de març de 1850 - la Corunya, 28 de novembre de 1940) va ser un militar de la guerra de Cuba.
El 1913 va fundar "Los Amantes del Campo", una associació que tenia per lema "salut, força i fraternitat". L'entitat coincidí amb un moment en què hi havia un interès creixent per la pagesia, l'arquitectura popular i l'arqueologia gallegues. Manuel Insua creà una autèntica xarxa de comitès locals a la regió, en una actuació que va durar 15 anys recorrent Galícia. A Barallobre s'hi va aixecar el monument al caminant desconegut i, el 1962, la ciutat de la Corunya li dedicar un monument a Insua al parc de Santa Margarida.